# Lloyd Hill
Der Lloyd Hill ist ein 335 m hoher Hügel auf Greenwich Island im Archipel der Südlichen Shetlandinseln. Er ragt südwestlich des Mount Plymouth in den Dryanovo Heights auf.
Das UK Antarctic Place-Names Committee benannte ihn 1961 so, um die durch Henry Foster 1820 vorgenommene Benennung von Greenwich Island als Lloyd’s Land zu bewahren.